# Jalón Ángel
Jalón Ángel (Viana (Navarre), 11 août 1898 - Saragosse, 6 décembre 1976) est un photographe espagnol.

## Source
- (es) Cet article est partiellement ou en totalité issu de l’article de Wikipédia en espagnol intitulé « Jalón Ángel » (voir la liste des auteurs).